# Mascagnia gouania
Mascagnia gouania là một loài thực vật có hoa trong họ Malpighiaceae. Loài này được Small mô tả khoa học đầu tiên năm 1910.